# الزنك ونزلات البرد

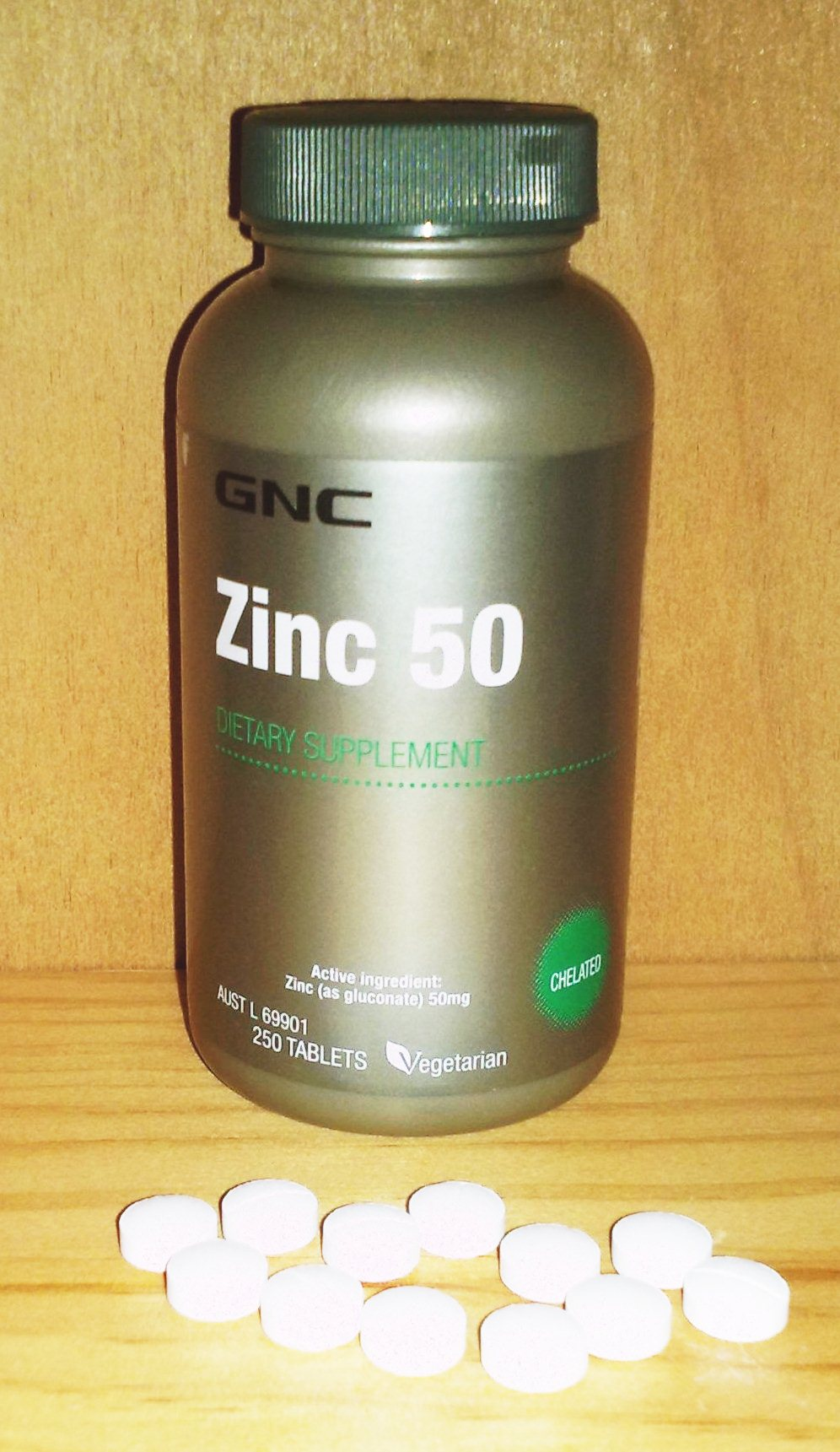

اقترحت أقراص السعال بالزنك (وأكثرها (خلات الزنك أو غلوكونات الزنك) كعلاج من نزلات البرد. وبالرغم من أن الآلية البيولوجية لمدى تأثيره غير واضحة، لكن يبدو أن فائدته ناجمة عن الأثار الموضعية على البلعوم، حيث أن الإدارة الأنفية للزنك طريقة التعاطي تكون عن طريق الانف مثل استخدام بخاخ الانف ساعدت على تقصير مدة نزلات البرد.ولم يكن للبحث تاريخ قاطع، ولكنه أشار بأن أقراص الزنك تخفف من أعراض البرد في حين تسبب بعض الأثار الجانبية المحتملة مثل الغثيان.

## خلفية
قد عرف الزنك لسنوات عديدة بتأثيره على فيروسات البرد في المختبر. وقدم البحث حول تأثير أقراص السعال بالزنك على نزلات البرد بين عامي 1984و 2009 مجموعة واسعة من النتائج المختلفة التي افترضت بأنها ترجع جزئيا إلى الاختلافات في العناصر المكونة لها، وفي الغالب كمية المادة الفعالة والزنك الأيوني. على سبيل المثال: تراوحت كمية الزنك الأيوني في التجارب من0 إلى 100% اعتمادا على مكونات أقراص السعال بالزنك. وفي الآونة الأخيرة، تم إعادة النظر في أدلة التجارب وذلك في محاولة لتقييمها حول فعالية الزنك كعلاج لنزلات البرد، في حين أن النتائج الموحية بأثر إيجابي لم تكن قاطعة وذلك بسبب عدم أخذ كمية المادة الفعالة (iZn)في أقراص السعال بالزنك بعين الاعتبار.

## السلامة
تشير بعض الدارسات في تسبب أقراص السعال بالزنك بآثار عكسية حادة، مثل طعمها السيء، ولكن لم تذكر أي من هذه الدارسات ضرر على المدى الطويل. وعلاوة على ذلك، فإن العديد من الأثار السلبية، خاصة فيما يعلق بالطعم قد تكون ناجمة عن التركيب الخاص لهذه الأقراص وربما ليس بسبب اثار ايونات الزنك ذاتها. على سبيل المثال، وجود غلوكونات الزنك مع سكر العنب بشكل دائم يجعل الطعم سائغ. ووجدت التجارب الأخيرة على خلات الزنك عدم وجود فروق ذات دلالة إحصائية بين الزنك ومجموعات المهدئات في الاثار السلبية المسجلة بجرعة 92 ملغ من الزنك يوميا.وقد كانت هناك عدة حالات لأشخاص استعموا بخاخ الأنف بالزنك وهم يعانون من فقدان حاسة الشم. لهذا السبب أصدرت إدارة الغذاء والدواء الأمريكية تحذيراً بعدم استخدام الناس لبخاخ الأنف الذي يحتوي على الزنك.